# Chikako Fushimi
Chikako Fushimi (japanisch 伏見 知何子 Fushimi Chikako; * 21. Juni 1974 in Fujiidera) ist eine ehemalige japanische Snowboarderin. Sie startete in der Halfpipe.

## Werdegang
Fushimi nahm im Januar 2004 am Kreischberg erstmals am Snowboard-Weltcup der FIS teil, wobei sie die Plätze 13 und fünf errang. Es folgten die Plätze 23, 12 sowie sechs und erreichte damit den 19. Platz im Halfpipe-Weltcup. In der folgenden Saison kam sie auf den 18. Platz im Halfpipe-Weltcup. Nach zwei vierten Plätzen zu Beginn der Saison 2005/06, erreichte sie mit Platz drei in Whistler ihre einzige Podestplatzierung im Weltcup. Im Januar 2006 absolvierte sie am Kreischberg ihren 16. und damit letzten Weltcup, welchen sie auf dem achten Platz beendete und errang zum Saisonende den 12. Platz im Halfpipe-Weltcup. Bei ihrer  einzigen Teilnahme an Olympischen Winterspielen im Februar 2006 in Turin wurde sie Zwölfte.

## Weltcupwertungen
| Saison  | Gesamt | Gesamt | Snowboardcross | Snowboardcross |
| Saison  | Punkte | Platz  | Punkte         | Platz          |
| ------- | ------ | ------ | -------------- | -------------- |
| 2003/04 | -      | -      | 1350           | 19.            |
| 2004/05 | -      | -      | 1020           | 18.            |
| 2005/06 | 1920   | 43.    | 1920           | 12.            |